# Al-Sharif al-Radi
al-Sharīf al-Raḍī (in arabo الشريف الرضي‎?; Baghdad, 970 – Baghdad, 11 novembre 1015) è stato un teologo e giurista arabo  sciita.

## Biografia
Il suo vero nome era Abū l-Ḥasan Muḥammad b. al-Ḥusayn b. Mūsā (in arabo أبو الحسن، محمد بن الحسين بن موسى‎?) ed è conosciuto in persiano come "Seyyed Rażi". Era figlio di Abū Aḥmad al-Naqīb, un discendente del profeta Muḥammad.

Fu un teologo musulmano sciita di vaglia, celebre soprattutto per aver compilato il Nahj al-balāgha, una raccolta di sermoni, lettere e detti attribuiti all'Imam ʿAlī b. Abī Ṭālib, considerata dagli sciiti tra le opere letterarie più affascinanti dell'eloquenza araba, dopo il Corano. 
La sua tomba si trova nei pressi della moschea al-Kāẓimiyya, un sobborgo di Baghdad (Iraq).
Da giovane, la madre lo fece istruire assieme a suo fratello, al-Sharīf al-Murtaḍā (o "al-Sayyed al-Murtaḍa"), sotto la guida del celebre sapiente al-Shaykh al-Mufīd. 

Ibn Abī l-Ḥadīd al-Muʿtazilī, nel suo commento al Nahj al-balāgha, riporta che una volta lo Shaykh al-Mufīd vide Fāṭima al-Zahrāʾ in sogno, mentre stava accompagnando verso di lui i suoi due figli, al-Ḥasan e al-Ḥusayn, chiedendogli di insegnare loro il diritto islamico. La mattina seguente Fāṭima, la madre di al-Sharīf al-Raḍī e di al-Sharīf al-Murtaḍā, si recò dallo Shaykh al-Mufīd con i suoi due figli e gli fece la stessa richiesta che Fāṭima al-Zahrāʾ gli aveva fatto in sogno.